# Кок Уй
Кок Уй (каз. Көк Үй, до 1998 г. — Зелёный Дол) — село в Хобдинском районе Актюбинской области Казахстана. Административный центр Согалинского сельского округа. Код КАТО — 154263100.

## Население
В 1999 году население села составляло 693 человека (321 мужчина и 372 женщины). По данным переписи 2009 года, в селе проживало 513 человек (237 мужчин и 276 женщин).